# Tiaki

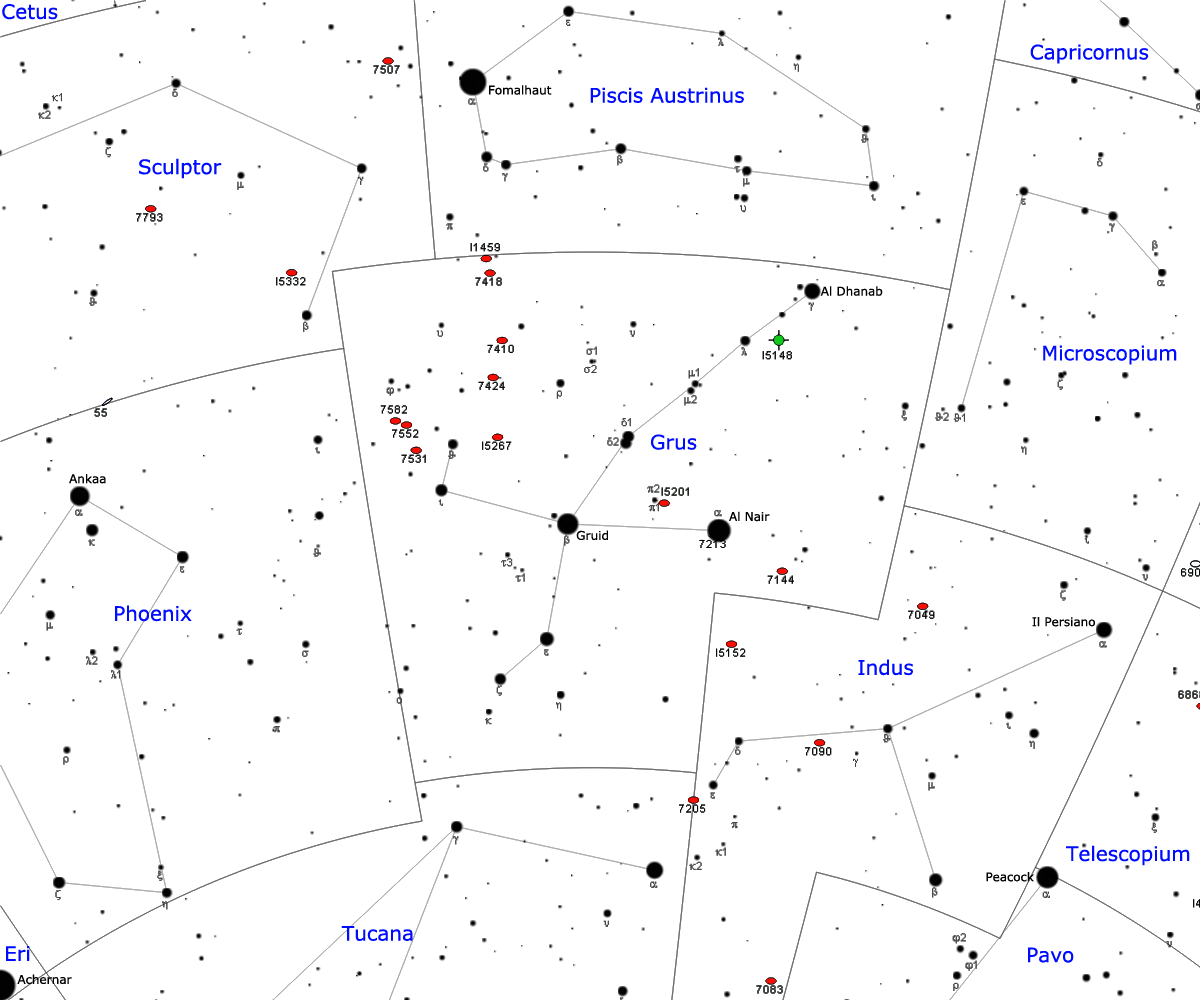
Beta de la Grua a la seva constel·lació

Tiaki (Beta de la Grua / β Gruis) és la segona estrella més brillant de la constel·lació de la Grua amb magnitud aparent +2,07, només superada per Alnair (α Gruis).
Tiaki és una gegant vermella freda de 3400  K de temperatura superficial i tipus espectral M5III. Atesa la radiació emesa a l'infraroig important en el cas d'estrelles vermelles. La seva lluminositat és unes 3.900 vegades més gran que el Sol. El seu diàmetre és de 0,8  UA, és a dir, al lloc del Sol s'estendria més enllà de l'òrbita de  Venus. A més és una estrella variable, classificada com  irregular, el brillantor oscil·la entre magnitud +2,0 i +2,3.
Estudis d'interferometria suggereixen que Beta de la Grua pot tenir una tènue companya a menys de 0,22  segons d'arc, que als 170  anys llum de distància que ens separa d'ella, equivalen a 11 ua de separació respecte a l'estrella principal.